# 전국지표조사
전국지표조사(National Barometer Survey)는 대한민국의 대형 여론조사 업체인 엠브레인퍼블릭, 케이스탯리서치, 코리아리서치, 한국리서치의 4개사가 2020년 7월 9일부터 격주 공동으로 수행하는 정기 전화 여론조사이다. 격주 월요일부터 수요일까지 3일간 조사하여, 목요일 오전 11시에 조사 결과를 발표한다.

## 같이 보기
- 리서치
- 한국갤럽